# Günter Fink (Journalist)
Günter Fink (* 30. März 1954 in Hamburg; † vor oder am 28. Juli 2024 ebenda) war ein deutscher Journalist, Autor und Moderator.

## Leben
Fink erhielt 1972 mit 18 Jahren eine Volontariatsstelle beim Norddeutschen Rundfunk und war als Mitarbeiter der TV-Weltregie bei den Olympischen Spielen in München tätig. Gemeinsam mit Otto Waalkes, Willem und anderen lebte Fink zeitweise in der Villa Kunterbunt. Im Jahr 1974 wurde er fester freier Mitarbeiter im NDR-Hörfunk und -Fernsehen für Beiträge für das aktuelle Zeitgeschehen, Unterhaltung, Kultur und Sport. Von 1981 bis 1990 war er als festangestellter Redakteur im NDR-Hörfunk (NDR 2), Redakteur und Moderator der Sendereihen NDR 2 – Club-Wunschkonzert, NDR 2 am Vormittag, NDR 2 – Der Club, Der Reißwolf (NDR 3) beschäftigt.
Im Jahr 1985 war er Kommentator von Live Aid (London und Philadelphia) für den ARD-Hörfunk. Mit der Schauspielerin und Komödiantin Evelyn Hamann war er befreundet und arbeitete mit ihr rund zehn Jahre lang für das NDR-Satiremagazin Reißwolf. Im Jahr 1987 spielte er den „Lockvogel“ für Verstehen Sie Spaß? (SDR) und war Moderator der Fernsehsendung Montagsmarkt (WDR) sowie Chefredakteur und Moderator weiterer NDR-Radio-Sendereihen und Magazinsendungen (NDR 2). Zudem moderierte er das ARD-Vorabendprogramm und NDR-Aktuell (Norddeutsches Fernsehen).
Im Jahr 1990 wechselte er als festangestellter Redakteur zum Norddeutschen Fernsehen. Er übernahm die Redaktion, Moderation und war Realisator von Beiträgen für DAS!, Hamburg Journal und Brisant (MDR). Ab 1995 war er als selbstständiger Journalist für Printmedien wie Die Welt, Welt am Sonntag, Hamburger Abendblatt, Lübecker Nachrichten, Berliner Zeitung und Hannoversche Allgemeine Zeitung tätig. Seine Themenschwerpunkte waren Entertainment, Kultur und Medien. Außerdem ist er als Buchautor und Publizist für die Entwicklung von Konzepten für Fernsehsendungen sowie Projektberatung hervorgetreten. Von 2009 bis 2012 war er außerdem Moderator der Sendung Der Club mit Günter Fink auf Radio Nora.
Fink war Vater einer Tochter und lebte mit seiner Verlobten in Hamburg. 

## Auszeichnungen
- 1981 erhielt er den von der ARD verliehenen Kurt-Magnus-Preis für den besten Journalisten-Nachwuchs.[4]